# Лука Тудор
Лука Тудор (ісп. Lukas Túdor, нар. 21 лютого 1969, Сантьяго) — чилійський футболіст хорватського походження, що грав на позиції нападника.
Виступав, зокрема, за клуб «Універсідад Католіка», а також національну збірну Чилі.

## Клубна кар'єра
У дорослому футболі дебютував 1987 року виступами за команду «Універсідад Католіка», в якій провів три сезони.
Згодом з 1990 по 1993 рік грав за кордоном у складі швейцарського «Сьйона», аргентинеського «Ньюеллс Олд Бойз» та іспанського «Сабаделя».
1993 року Лука повернувся до клубу «Універсідад Католіка». Цього разу відіграв за команду із Сантьяго наступні чотири сезони своєї ігрової кар'єри. Тоді ж він встановив чилійський рекорд за найбільшою кількістю забитих голів в одному матчі: у листопаді 1993 року він забив сім голів у грі проти клубу «Депортес Антофагаста» (8:3).
Завершив ігрову кар'єру у команді «Коло-Коло», за яку виступав протягом 1997 року.

## Виступи за збірні
У молодіжної збірної Чилі був учасником домашнього молодіжного чемпіонату світу 1987 року, де зіграв у 5 матчах і забив 3 голи, посівши з командою четверте місце.
23 листопада 1988 року дебютував в офіційних іграх у складі національної збірної Чилі в грі проти Перу (1:1) в Лімі. Наступного року у складі збірної був учасником розіграшу Кубка Америки 1989 року у Бразилії. Протягом кар'єри у національній команді, яка тривала 8 років, провів у її формі 13 матчів, забивши 3 голи.